# Cadillac Type V-63
Cadillac Type V-63 – samochód osobowy produkowany pod amerykańską marką Cadillac w latach 1923–1925.

## Galeria

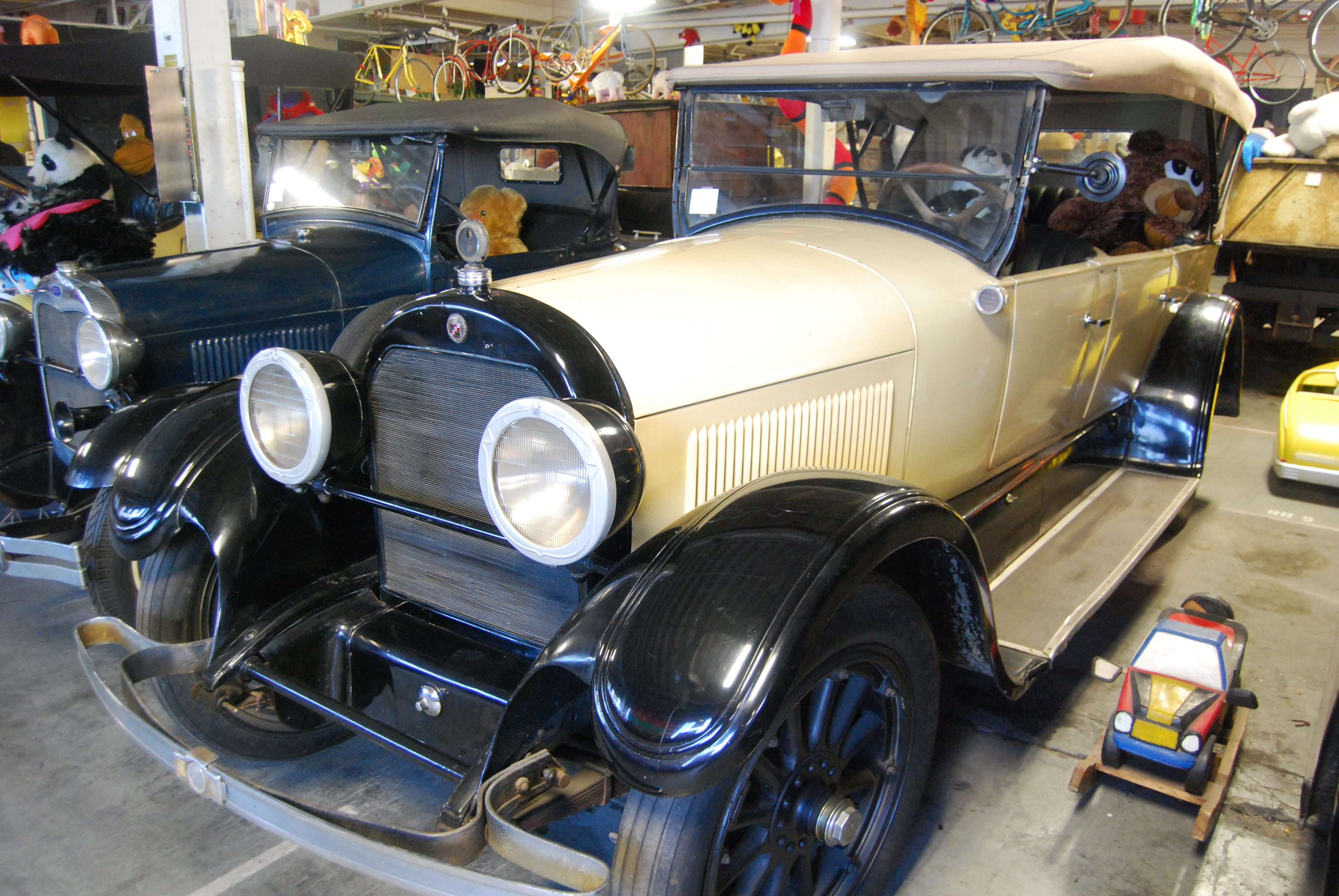
Cadillac Type V-63 Sedan
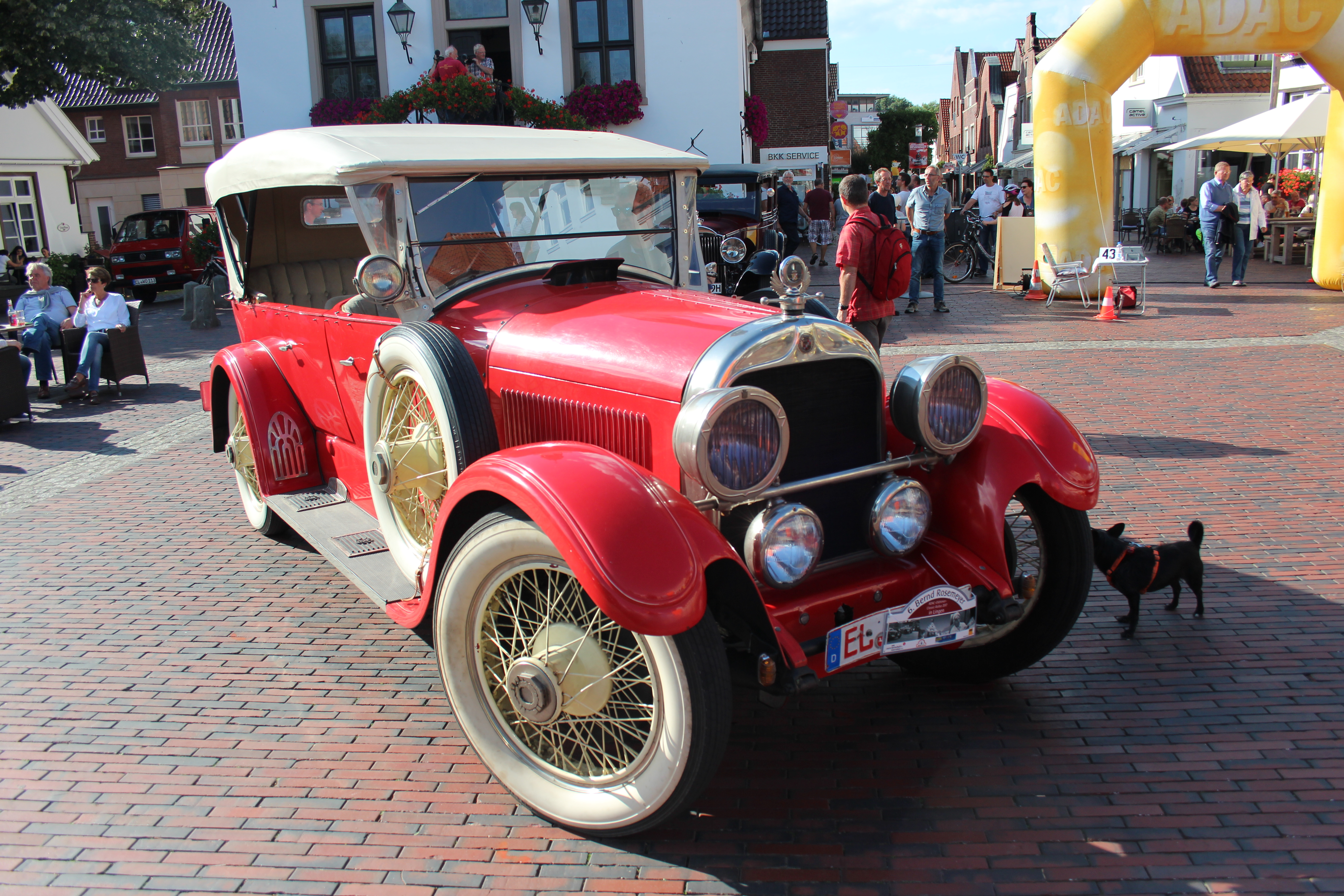
Cadillac Type V-63 Cabriolet